# Il mestiere dello scrittore
Il mestiere dello scrittore (職業としての小説家?, Shokugyō to shite no shōsetsuka) è un saggio di Haruki Murakami relativo alla sua attività di romanziere e caratterizzato da molti aspetti autobiografici.
Il libro è articolato in undici capitoli e una postfazione.
È stato pubblicato in Italia nel 2017 da Einaudi, con la traduzione di Antonietta Pastore.

## Capitolo primo – Lo scrittore è una persona generosa?
Murakami descrive il romanziere come una persona solitaria che affronta aspetti non evidenti e apparentemente inessenziali della realtà e lo fa con tecniche quasi mai lineari ed efficienti:
E ancora:
Molte persone intelligenti hanno la capacità di scrivere un romanzo, sostiene Murakami, ma poche continuano per molti anni a farlo. Per riuscirci non è necessario essere particolarmente intelligenti o brillanti ma disporre di una particolare forma di resistenza. 

Un altro aspetto determinante nella scelta di diventare uno scrittore, secondo Murakami, è la casualità: le cose che determinano o influenzano le nostre scelte accadono senza un particolare motivo, e le stesse scelte personali quando sono libere sono spesso inspiegabili. 

## Capitolo secondo – Come sono diventato romanziere
Murakami descrive gli anni della sua formazione come uomo prima che come scrittore. Dalle contestazioni studentesche all’apertura del jazz-bar in un piano interrato di un palazzo all’uscita sud della stazione di Kokubunji a Tokyo (1974).

La decisione di scrivere un romanzo avvenne senza motivi apparenti, mentre assisteva a una partita di baseball, accompagnata dal suono di un colpo ben riuscito del battitore.

Il primo romanzo – Ascolta la canzone del vento – fu scritto prima in giapponese con una penna stilografica su carta. Il risultato non era soddisfacente, non abbastanza coinvolgente, così Murakami lo riscrisse da capo con una macchina da scrivere Olivetti, questa volta in inglese. L’uso di una lingua non sua gli consentì di liberarsi delle sovrastrutture culturali di cui era carico e di esprimere quello che veramente sentiva, analogamente a quanto accaduto a Ágota Kristóf. 

Nel ritradurre poi dall’inglese al giapponese Murakami scopre il suo particolare stile.

## Capitolo terzo – A proposito dei premi letterari
Dopo la vittoria del premio Gunzō per Ascolta la canzone del vento Murakami è stato candidato al premio Akutagawa senza vincerlo. Questa mancata affermazione non è però stata vissuta in modo negativo dallo scrittore, anzi ha rappresentato quasi un sollievo. 

In generale Murakami esprime scarsa considerazione per i premi letterali, Nobel incluso e, correntemente con questa posizione, non ha mai accettato di far parte della giuria di un premio letterario.

## Capitolo quarto – Sull’originalità
Murakami parte dalla definizione di originalità data da Oliver Sacks (Un antropologo su Marte) in termini di personalità e di autoanalisi critica e la sviluppa – basandosi su vari esempi tratti dalla musica, dalla letteratura e dalla pittura, in tre aspetti:
- Riconoscibilità dello stile
- Evoluzione dello stile nel tempo
- Riconoscimento di tale stile come classico dal pubblico

L'originalità nella cultura giapponese, osserva Murakami, non è particolarmente ben accetta. Le persone sono spinte a uniformarsi piuttosto che a distinguersi. In campo letterario questo si traduce in una classificazione rigida dei generi letterari e nell'incasellamento di ogni scrittore in uno di essi. Una rigidità che Murakami non ritiene accettabile e difatti il suo percorso verso l'originalità è costituito da "rinunce" piuttosto che dall’utilizzo di forme classiche, e da uno stile semplice a lineare, ispirato dal puro piacere di scrivere.

## Capitolo quinto – Dunque, cosa scrivere?
Il primo consiglio di Murakami a chi intende intraprendere la attività di scrittore è di leggere molto, non necessariamente letteratura alta, e raccogliere storie di tutti i tipi. 

Il secondo consiglio è quello di osservare la realtà, con curiosità ma senza dare giudizi di valore, resistere alla tentazione di dare giudizi immediati bensì rifletterci sopra con calma. In particolare osservare i dettagli, quelli senza spiegazione apparente o che colpiscono di più magari per la loro illogicità. 

Una volta archiviati questi ricordi riempiono dei “cassetti” che lo scrittore può aprire all’occorrenza, senza un ordine preciso, seguendo il suo ritmo per alimentare le proprie storie.

## Capitolo sesto – Considerare il tempo amico: scrivere un romanzo lungo
Nel dichiararsi scrittore preferenzialmente di romanzi lunghi Murakami richiama la sua passione per la corsa di resistenza, sulle lunghe distanze. I racconti brevi sono piuttosto tappe di avvicinamento, come le distanze corte per il maratoneta.

La scrittura di un romanzo lungo richiede una concentrazione intellettuale piena ed esclusiva salvo che per eventuali lavori di traduzione. Risulta poi fondamentale, anche se apparentemente poco “artistica”, la costanza: riuscire comunque a scrivere un certo numero di pagine al giorno.

Finita la prima stesura Murakami sottopone il testo a una serie di revisioni. Dopo di ciò chiede un parere esterno alla moglie. Sulla base dei suggerimenti ricevuti arriva alla versione definitiva.
Questo procedimento di scrittura, revisione e riscrittura viene esemplificato da Murakami con quanto successo con il romanzo Dance Dance Dance. Scritto quasi interamente a Roma, il testo originale andò perduto e Murakami fu costretto a riscriverlo da capo. Dopo un certo tempo ritrovò casualmente la prima versione, per concludere che la seconda era decisamente migliore.

Una volta pubblicato il libro però il processo si arresta; le eventuali critiche non vengono più prese in considerazione. Sarà il tempo a giudicarne il valore.

## Capitolo settimo – Fino a che punto scrivere è un’attività individuale e fisica
La scrittura, dice Murakami, è una attività che si svolge in solitudine e che richiede una attività costante di anni. Non ci sono gratificazioni intermedie che aiutino a perseverare. Per acquisire questa perseveranza è necessario avere una eccellente forma fisica di base.

Murakami torna sul tema della complementarità tra corsa e scritture, un tema già affrontato in L’arte di correre. Lo scrittore giapponese corre o nuota mediamente un’ora al giorno. Una volta all’anno partecipa a una maratona e a una gara di triathlon.

Ma il ruolo della corsa non si esaurisce nella maggior resistenza nella scrittura. Il lavoro dello scrittore, secondo Murakami, è fortemente connesso all'introspezione.

Esplorare il proprio inconscio è una attività impegnativa e ricca di pericoli ed è necessario affrontarla al meglio delle proprie condizioni.

La figura di scrittore che propone Murakami è quindi molto lontana da quella romantica caratterizzata da genio e sregolatezza: chi è dotato di un talento, anche modesto, deve lavorare sodo per farlo fruttare e deve faro con disciplina.

Da un lato quindi Murakami si dichiara estraneo alle regole dell’establishment letterario, dall’altro rifiuta una immagine di artista maledetto e geniale a favore di un approccio sistematico e perseverante alla scrittura.

## Capitolo ottavo – A proposito della scuola
Murakami critica fortemente la struttura dell'istruzione in Giappone, basata su un approccio nozionistico e fortemente competitivo.

Sin da giovanissimo è stato un vorace lettore, ottenendo risultati mediocri a scuola ma estendendo enormemente la propria ricchezza letteraria. Leggeva ad esempio molti libri in inglese ma i suoi voti in questa materia erano mediocri in quanto le valutazioni venivano fatte unicamente sulla conoscenza delle regole grammaticali.

Murakami estende tale critica all’intera società giapponese, giudicata opprimente e focalizzata sull’efficienza. Tali valori potevano essere prioritari nella fase di ricostruzione del dopoguerra ma oggi, sostiene Murakami, devono essere contemperati da un maggiore rispetto per l’individuo e la sua unicità.

## Capitolo nono – Quali personaggi mettere in scena
La prima stesura di un romanzo, afferma Murakami, è un atto istintivo. Il materiale proviene dai “cassetti” dove si accumulano le osservazioni della vita reale ma viene assemblato senza una strategia consapevole come se dentro la mente dello scrittore ci fossero dei “nani automi” che fanno il lavoro per lui.

I personaggi di Murakami vengono quindi dalle sue esperienze nella vita reale – spesso da quelle spiacevoli - e non di rado sono quelli che hanno un ruolo secondario nella trama ad essere i più interessanti come accade ne I demoni di Dostoevskij o nei romanzi di Natsume Sōseki.

La creazione di diversi personaggi consente poi a Murakami di provare uno dei maggiori piaceri dello scrivere, ossia diventare chi si desidera. L'uso della prospettiva della prima persona nello scrivere può aiutare questo processo (nel senso che l’io narrante è una estensione dello scrittore) ma alla lunga, osserva Murakami, è limitativo, tanto che nei suoi ultimi romanzi è passato da una scrittura caratterizzata da un “io narrante” a una in terza persona. In tal modo ogni personaggio diventa una opportunità di immedesimazione per lo scrittore. In questa modalità Murakami ha trovato molta più facilità nell’assegnare un nome ai suoi personaggi.

Questo passaggio da una tecnica narrativa all’altra è qualcosa che può essere fatto solo in modo graduale e ricorda in qualche modo la preparazione fisica per una prova sportiva.
I personaggi poi, osserva Murakami, in qualche modo prendono vita e decidono la direzione della storia.

L’incolore Tazaki Tsukuru e i suoi anni di pellegrinaggio doveva essere un racconto lungo, non un romanzo, ma la storia cambia improvvisamente perché uno dei personaggi si comporta secondo una propria personalità, quasi in contrasto con la volontà dello scrittore.

È proprio questa pluralità di prospettive a costituire il maggio arricchimento dello scrittore. Cominciare un romanzo, per Murakami, significa predisporsi a fare nuovi incontri.

## Capitolo decimo – Per chi scrivere
Il lettore non è il riferimento nella creazione di un romanzo, secondo Murakami. La scrittura è qualcosa che deve innanzitutto dare piacere a chi scrive e il rapporto con i lettori si crea nel profondo, nelle comuni radici che danno senso al racconto. Non è un rapporto diretto o esplicito. Scrittore e lettore non si incontreranno mai fisicamente e anche se si incontrassero non si riconoscerebbero, pur condividendo qualcosa di estremamente personale.

Ciononostante, Murakami riconosce che il seguito di cui ha sempre goduto da parte dei lettori è stato per lui un incoraggiamento determinante.

## Capitolo undicesimo – Andare all’estero. Una nuova frontiera
L'affermazione dei romanzi di Murakami nel mercato americano risale agli anni Ottanta. Determinante in tal senso il ruolo della rivista New Yorker e il contesto culturale e letterario americano che Murakami riconosce fortemente orientato al business e alle vendite ma in maniera non così ossessiva come talvolta viene indicato e comunque decisamente più aperto di quello giapponese.

Sulla scia dei successi negli Stati Uniti le opere di Murakami hanno incrementato il loro successo anche in Europa, In particolare nei paesi dell'Est europeo. Murakami ritiene che ci possa essere un legame tra le radicali modifiche politiche e sociali che quei Paesi stavano attraversando e il successo dei suoi libri.

## Edizioni
- Haruki Murakami, Il mestiere dello scrittore, traduzione di Antonietta Pastore, Frontiere Einaudi, Einaudi, 2017,  p. 157, ISBN 978-88-06-23214-6.